# Capparis lucens
Capparis lucens är en kaprisväxtart som beskrevs av Lucien Leon Hauman. Capparis lucens ingår i släktet Capparis och familjen kaprisväxter. Inga underarter finns listade i Catalogue of Life.